# Огай, Эдуард Викторович
Эдуард Викторович Огай — казахстанский бизнесмен, бывший председатель Совета директоров ТОО "Корпорации «Казахмыс», исполнительный директор Совета Директоров Kazakhmys PLC. По данным Forbes.kz входит в рейтинги «50 влиятельных бизнесменов Казахстана» и «50 богатейших людей Казахстана».

## Биография
Родился 18 октября 1969 года в городе Алма-Ате.
В 1998 г. окончил Казахский государственный аграрный университет, экономист-менеджер.
В 1987—1989 служил в армии.
В 1992—1996 занимался предпринимательской деятельностью.
В 1996—1997 — президент АО «Казресурс».
В 1997—2001 — директор ТОО «Петроказ».
С марта 2001 по февраль 2005 — исполнительный директор АО «Корпорация Казахмыс».
С февраля 2005 по январь 2006 — заместитель акима Восточно-Казахстанской области.
С января 2006 по август 2006 — директор компании «Kazakhmys PLC» по корпоративному развитию;
C августа 2006 по декабрь 2022 — председатель правления ТОО Корпорация «Казахмыс».
С мая 2011 — исполнительный директор Совета Директоров Kazakhmys PLC.

### Семья
Женат (жена — Огай (Пак) Марина Владимировна), имеет двоих сыновей (Владислав, 1992 г.р., Юрий, 2004 г.р.) и дочь (Элина, 1996 г.р.).

### Прочие должности
- Член Правления Ассоциации корейцев Казахстана;
- Руководитель Карагандинского областного общественного штаба кандидата в президенты Республики Казахстан Н. А. Назарбаева (02.2011-04.2011);

### Награды
- 2010 — Орден Курмет
- 2015 — Орден Парасат[2]
- 2021 (2 декабря) — Орден «Барыс» ІІІ степени;[3]